# 75 Eurydike
A 75 Eurydike a Naprendszer kisbolygóövében található aszteroida. Christian Heinrich Friedrich Peters fedezte fel 1862. szeptember 22-én.